# Psammogeton papillaris
Psammogeton papillaris är en växtart i släktet Psammogeton och familjen flockblommiga växter. Arten är en perenn ört som är endemisk i östra Afghanistan.